# Jewgeni Jurjewitsch Fjodorow
Jewgeni Jurjewitsch Fjodorow (russisch Евгений Юрьевич Фёдоров; * 11. November 1980 in Swerdlowsk, Russische SFSR) ist ein russischer Eishockeyspieler, der seit 2016 bei Edinburgh Capitals unter Vertrag steht.

## Karriere
Jewgeni Fjodorow begann seine Karriere als Eishockeyspieler bei Krylja Sowetow Moskau, für das er von 1997 bis 1999 in der russischen Superliga aktiv war. Nach weiteren zwei Jahren bei deren Ligarivalen Molot-Prikamje Perm wechselte der Angreifer im Sommer 2001 zu Ak Bars Kasan, mit denen er in der Saison 2001/02 Vizemeister wurde. Nach vier Spielzeiten in Kasan wurde der Linksschütze 2005 vom amtierenden Meister HK Dynamo Moskau verpflichtet. Nach einem weiteren Vereinswechsel konnte der Center zwei Jahre später mit dem HK Metallurg Magnitogorsk 2008 den IIHF European Champions Cup gewinnen. Zudem erreichte Fjodorow in der Saison 2008/09 mit Metallurg das Finale in der neu gegründeten Champions Hockey League, in dem er mit seiner Mannschaft den ZSC Lions aus der Schweizer National League A unterlag. 
In den folgenden zwei Jahren spielte er je eine Saison für den HK MWD Balaschicha und HK Spartak Moskau, ehe er im Juli 2011 vom HK Jugra Chanty-Mansijsk verpflichtet wurde. Für Jugra spielte er bis Dezember 2013, ehe er zum  HK Sibir Nowosibirsk wechselte und mit diesem die KHL-Play-offs erreichte. Im September 2013 erhielt er einen Vertrag bei Awtomobilist Jekaterinburg.

### International
Für Russland nahm Fjodorow an der Eishockey-Weltmeisterschaft der U20-Junioren 2000 teil, bei der er mit seiner Mannschaft den zweiten Platz belegte. 

## Erfolge und Auszeichnungen
- 2000 Silbermedaille bei der U20-Junioren-Weltmeisterschaft
- 2002 Russischer Vizemeister mit Ak Bars Kasan
- 2008 IIHF-European-Champions-Cup-Gewinn mit HK Metallurg Magnitogorsk
- 2009 2. Platz Champions Hockey League mit HK Metallurg Magnitogorsk
- 2010 Vizemeister der KHL mit dem HK MWD Balaschicha

## KHL-Statistik
(Stand: Ende der Saison 2010/11)